# Beijing Qiche Nuzi Paiqiu Julebu 2014-2015
Questa voce raccoglie le informazioni riguardanti il Beijing Qiche Nuzi Paiqiu Julebu nelle competizioni ufficiali della stagione 2014-2015.

## Organigramma societario
Area tecnica
- Allenatore: Zhang Luo

## Rosa
| N° | Nome             | Ruolo | Data di nascita   | Nazionalità sportiva |
| -- | ---------------- | ----- | ----------------- | -------------------- |
| 1  | Zhou Wenjun      | P     | 26 febbraio 1993  | Cina                 |
| 2  | Chen Xintong     | P     | 8 aprile 1994     | Cina                 |
| 4  | Chen Yao         | C     | 22 settembre 1988 | Cina                 |
| 5  | Liu Xiaotong     | S     | 16 febbraio 1990  | Cina                 |
| 6  | Zhang Yu         | C     | 25 settembre 1995 | Cina                 |
| 7  | Liu Yue          | L     | 7 febbraio 1994   | Cina                 |
| 8  | Zhao Shuihan     | P     | 1º gennaio 1989   | Cina                 |
| 9  | Zeng Chunlei     | S/O   | 3 novembre 1989   | Cina                 |
| 10 | Zhai Yue         | S     | 1º marzo 1992     | Cina                 |
| 11 | Feng Qiqi        | P     | 8 novembre 1994   | Cina                 |
| 12 | Zhang Shuo       | S     | 17 giugno 1991    | Cina                 |
| 15 | Liu Xinrui       | S/O   | 24 ottobre 1995   | Cina                 |
| 16 | Zhang Yunyi      | S     | 1º novembre 1988  | Cina                 |
| 17 | Guo Yali         | C     | 12 luglio 1992    | Cina                 |
| 18 | Qiao Ting        | C     | 2 marzo 1992      | Cina                 |
| 19 | Seda Tokatlıoğlu | S/O   | 25 giugno 1986    | Turchia              |
| 20 | Kelsey Robinson  | S     | 25 giugno 1992    | Stati Uniti          |

## Mercato
| Acquisti | Acquisti         | Acquisti         | Acquisti   |
| R.       | Nome             | da               | Modalità   |
| -------- | ---------------- | ---------------- | ---------- |
| P        | Chen Xintong     | Tianjin          | definitivo |
| C        | Chen Yao         | Guangdong Hengda | definitivo |
| P        | Zhao Huihan      | ?                | ?          |
| S/O      | Seda Tokatlıoğlu | Fenerbahçe       | definitivo |
| S        | Kelsey Robinson  | Stati Uniti      | definitivo |

| Cessioni | Cessioni     | Cessioni | Cessioni |
| R.       | Nome         | a        | Modalità |
| -------- | ------------ | -------- | -------- |
| C        | Wang Xianfen | ?        | ?        |
| S        | Jin Ye       | ?        | ?        |
| L        | Liu Ya       | ?        | ?        |
| P        | Han Xu       | -        | ritirata |
| S        | Liu Mengyao  | ?        | ?        |
| P        | Li Fei       | ?        | ?        |

## Risultati

### Volleyball League A

#### Regular season

##### Prima fase
| 1ª giornata - 8 novembre 2014 Nationality College Gymnasium, Dalian | Liaoning | 0 - 3 | Beijing  | 17-25, 23-25, 20-25        |
| 2ª giornata - 11 novembre 2014 Luohe City Stadium, Luohe            | Henan    | 0 - 3 | Beijing  | 20-25, 22-25, 17-25        |
| 3ª giornata - 15 novembre 2014 Glory Stadium, Pechino               | Beijing  | 3 - 1 | Sichuan  | 24-26, 25-11, 25-18, 26-24 |
| 4ª giornata - 18 novembre 2014 Yuanping Gymnasium, Shenzhen         | Bayi     | 3 - 0 | Beijing  | 25-16, 25-19, 25-22        |
| 5ª giornata - 22 novembre 2014 Tianjin Sports Center, Tientsin      | Tianjin  | 3 - 1 | Beijing  | 16-25, 25-22, 25-22, 28-26 |
| 6ª giornata - 25 novembre 2014 Glory Stadium, Pechino               | Beijing  | 3 - 0 | Liaoning | 25-20, 25-21, 29-27        |
| 7ª giornata - 29 novembre 2014 Glory Stadium, Pechino               | Beijing  | 3 - 0 | Henan    | 25-20, 25-22, 25-15        |
| 8ª giornata - 2 dicembre 2014 Ziyang Stadium, Ziyang                | Sichuan  | 0 - 3 | Beijing  | 19-25, 23-25, 18-25        |
| 9ª giornata - 6 dicembre 2014 Glory Stadium, Pechino                | Beijing  | 3 - 1 | Tianjin  | 23-25, 25-20, 25-23, 25-19 |
| 10ª giornata - 9 dicembre 2014 Glory Stadium, Pechino               | Beijing  | 1 - 3 | Bayi     | 14-25, 25-21, 22-25, 18-25 |

##### Seconda fase
| 11ª giornata - 13 dicembre 2014 SISU Gymnasium, Shanghai                  | Shanghai | 1 - 3 | Beijing  | 21-25, 25-17, 20-25, 23-25        |
| 12ª giornata - 16 dicembre 2014 Jiashan County Coliseum, Jiaxing          | Zhejiang | 3 - 2 | Beijing  | 30-32, 19-25, 25-15, 25-12, 16-14 |
| 13ª giornata - 20 dicembre 2014 Glory Stadium, Pechino                    | Beijing  | 3 - 0 | Shanghai | 28-26, 25-20, 25-23               |
| 14ª giornata - 23 dicembre 2015 Glory Stadium, Pechino                    | Beijing  | 1 - 3 | Zhejiang | 25-18, 23-25, 22-25, 13-25        |
| 15ª giornata - 27 dicembre 2015 Changzhou University Gymnasium, Changzhou | Jiangsu  | 3 - 1 | Beijing  | 25-18, 25-20, 23-25, 25-20        |
| 16ª giornata - 30 dicembre 2015 Fujian Olympic Sports Center, Fuzhou      | Fujian   | 1 - 3 | Beijing  | 25-20, 21-25, 20-25, 15-25        |
| 17ª giornata - 3 gennaio 2015 Glory Stadium, Pechino                      | Beijing  | 2 - 3 | Jiangsu  | 24-26, 24-26, 25-19, 25-16, 15-17 |
| 18ª giornata - 6 gennaio 2015 Glory Stadium, Pechino                      | Beijing  | 3 - 0 | Fujian   | 25-19, 25-22, 25-22               |

## Statistiche

### Statistiche di squadra
| Competizione        | Punti | In casa | In casa | In casa | In trasferta | In trasferta | In trasferta | Totale | Totale | Totale |
| Competizione        | Punti | G       | V       | P       | G            | V            | P            | G      | V      | P      |
| ------------------- | ----- | ------- | ------- | ------- | ------------ | ------------ | ------------ | ------ | ------ | ------ |
| Volleyball League A | 23    | 9       | 6       | 3       | 9            | 5            | 4            | 18     | 11     | 7      |
| Totale              | -     | 9       | 6       | 3       | 9            | 5            | 4            | 18     | 11     | 7      |

G = partite giocate; V = partite vinte; P = partite perse

### Statistiche dei giocatori
| Giocatore      | Volleyball League A | Volleyball League A | Volleyball League A | Volleyball League A | Volleyball League A | Totale | Totale | Totale | Totale | Totale |
| Giocatore      | P                   | PT                  | AV                  | MV                  | BV                  | P      | PT     | AV     | MV     | BV     |
| -------------- | ------------------- | ------------------- | ------------------- | ------------------- | ------------------- | ------ | ------ | ------ | ------ | ------ |
| Chen X.        | ?                   | ?                   | ?                   | ?                   | ?                   | ?      | ?      | ?      | ?      | ?      |
| Chen Y.        | ?                   | ?                   | ?                   | ?                   | ?                   | ?      | ?      | ?      | ?      | ?      |
| Feng Q.        | ?                   | ?                   | ?                   | ?                   | ?                   | ?      | ?      | ?      | ?      | ?      |
| Guo Y.         | ?                   | ?                   | ?                   | ?                   | ?                   | ?      | ?      | ?      | ?      | ?      |
| Liu XT.        | ?                   | 261                 | 226                 | 15                  | 20                  | ?      | 261    | 226    | 15     | 20     |
| Liu XR.        | ?                   | ?                   | ?                   | ?                   | ?                   | ?      | ?      | ?      | ?      | ?      |
| Liu Y.         | ?                   | ?                   | ?                   | 37                  | ?                   | ?      | ?      | ?      | 37     | ?      |
| Qiao T.        | ?                   | 145                 | 96                  | 37                  | 12                  | ?      | 145    | 96     | 37     | 12     |
| K. Robinson    | ?                   | 227                 | 198                 | 18                  | 11                  | ?      | 227    | 198    | 18     | 11     |
| S. Tokatlıoğlu | ?                   | 191                 | 161                 | 21                  | 9                   | ?      | 191    | 161    | 21     | 9      |
| Zeng C.        | ?                   | 213                 | 175                 | 15                  | 23                  | ?      | 213    | 175    | 15     | 23     |
| Zhai Y.        | ?                   | ?                   | ?                   | ?                   | ?                   | ?      | ?      | ?      | ?      | ?      |
| Zhang S.       | ?                   | ?                   | ?                   | ?                   | ?                   | ?      | ?      | ?      | ?      | ?      |
| Zhang YY.      | ?                   | ?                   | ?                   | ?                   | ?                   | ?      | ?      | ?      | ?      | ?      |
| Zhang Y.       | ?                   | ?                   | ?                   | 40                  | ?                   | ?      | ?      | ?      | 40     | ?      |
| Zhao S.        | ?                   | ?                   | ?                   | ?                   | ?                   | ?      | ?      | ?      | ?      | ?      |
| Zhou W.        | ?                   | ?                   | ?                   | ?                   | ?                   | ?      | ?      | ?      | ?      | ?      |

P = presenze; PT = punti totali; AV = attacchi vincenti; MV = muri vincenti; BV = battute vincenti